# Гренада на Светском првенству у атлетици на отвореном 2019.
Гренада је учествовала на 17. Светском првенству у атлетици на отвореном 2019. одржаном у Дохи од 27. септембра до 6. октобра седамнаести пут, односно на свим првенствима до данас. Репрезентацију Гренаде представљала су 3 атлетичара који су се такмичило у 3 дисциплине. , 
На овом првенству Гренада је по броју освојених медаља делила 17. место са 1 освојеном медаљом (златна).  У табели успешности према броју и пласману такмичара који су учествовали у финалним такмичењима (првих 8 такмичара) Гренада је са 1 учесником у финалу делила 32. место са освојених 12 бодова.
| Пл.  | Земља   | 1. место | 2. место | 3. место | 4. место | 5. место | 6. место | 7. место | 8. место | Бр. фин. | Бод. |
| ---- | ------- | -------- | -------- | -------- | -------- | -------- | -------- | -------- | -------- | -------- | ---- |
| =32. | Гренада | 1        | 0        | 0        | 0        | 1        | 0        | 0        | 0        | 2        | 12   |

## Учесници
Мушкарци:
- Кирани Џејмс — 400 м
- Андресон Питерс — Бацање копља
- Линдон Виктор — Десетобој

## Освајачи медаља (1)

### злато (1)
- Андресон Питерс — Бацање копља

## Резултати

### Мушкарци
| Атлетичар       | Дисциплина   | Лични рекорд | Квалификације | Квалификације | Полуфинале    | Полуфинале | Финале   | Финале      | Детаљи |
| Атлетичар       | Дисциплина   | Лични рекорд | Резултат      | Место         | Резултат      | Место      | Резултат | Место       | Детаљи |
| --------------- | ------------ | ------------ | ------------- | ------------- | ------------- | ---------- | -------- | ----------- | ------ |
| Кирани Џејмс    | 400 м        | 43,74 НР     | 44,94 КВ      | 1. у гр. 3    | 44,23 КВ, ЛРС | 2. у гр. 2 | 44,54    | 5 / 41 (42) |        |
| Андресон Питерс | Бацање копља | 87,31 НР     | 85,34 КВ      | 2. у гр. А    |               |            | 86,89    |             |        |

#### Десетобој
| Дисциплина    | Линдон Виктор | Линдон Виктор | Линдон Виктор | Линдон Виктор | Линдон Виктор | Линдон Виктор |
| Дисциплина    | Лич. рек.     | Резултат      | Бод.          | Плас.         | Укупно        | Плас.         |
| ------------- | ------------- | ------------- | ------------- | ------------- | ------------- | ------------- |
| 100 м         | 10,60         | 10,66         | 938           | 4.            | 938           | 4.            |
| Скок удаљ     | 7,43          | 7,51 ЛР       | 937           | 5.            | 1.875         | 4.            |
| Бацање кугле  | 16,52         | 16,24 ЛРС     | 866           | 2.            | 2.741         | 3.            |
| Скок увис     | 2,09          | 2,05 ЛРС      | 850           | 4.            | 3.591         | 3.            |
| 400 м         | 48,24         | 48,55 ЛРС     | 883           | 9.            | 4.474         | 4.            |
| 110 м препоне | 14,45         | 14,82 ЛРС     | 871           | 18.           | 5.345         | 4.            |
| Бацање диска  | 55,87         | БП            | 0             |               | 5.345         | 19.           |
| Скок мотком   | 4,90          | БП            | 0             |               | 5.345         | 22.           |
| Бацање копља  | 71,23         | НС            |               |               |               |               |
| 1.500 м       | 4:43,81       |               |               |               |               |               |
| Десетобој     | 8.539 НР      |               |               |               | НЗ            |               |